# Олейник, Анатолий Васильевич
Анатолий Васильевич Олейник (18.07.1936-03.10.2019) — советский и российский химик, доктор химических наук (1988), профессор, заведующий кафедрой фотохимии и спектроскопии ННГУ (1989—2012).
Родился 18.07.1936.
Окончил Горьковский университет и его аспирантуру, в 1963 г. защитил кандидатскую диссертацию на тему «Исследование кинетики ионообменной адсорбции в ее начальной стадии».
Работал там же, научный руководитель лаборатории фоторезистов (1968—2012), заведующий кафедрой фотохимии и спектроскопии (1989—2012). Читал курсы: «Квантовая механика и квантовая химия», «Введение в фотохимию. Первичные фотофизические и фитохимические процессы. Экспериментальные методы фотохимии».
Сфера научных интересов: фотохимия организованных систем и сред с органической подвижностью; фотохимия органических азидов и сред для оптической записи и хранения информации.
Автор более 200 научных статей, получил более 50 авторских свидетельств и патентов.
Заслуженный работник высшей школы Российской Федерации (14.09.2000).
Сочинения:
- С.В.Зеленцов, А.В.Олейник. Разработка резиста на основе ароматических азидов для "сухой" электронно-лучевой литографии//Отчёт о НИР. ВНТИЦ. Инв. №02870048880. Горький. 1985.85 с.
- С.В.Зеленцов, А.В.Олейник Разработка ароматических бисазидов для резистов // Отчёт о НИР. ВНТИЦ. Инв.№ 02870092574. Горький. 1987.59 с.

Жена — Эмма Павловна Олейник, к.х.н., научный сотрудник ИМХ РАН. Дочь — Александра Анатольевна Скатова, доктор химических наук.